# Aceite de Macasar
El aceite de Macasar se obtiene de las semillas del árbol kusum (Schleichera trijuga); el aceite se utiliza para la limpieza del cabello (para cabellos secos y quebradizos), para cocinar (ocasionalmente) y para iluminación. El aceite contiene una proporción elevada de cianolípidos, que lo hacen tóxico. La extracción del aceite se lleva a cabo de forma artesanal en ghanis.
Durante la época victoriana fue muy usado por los hombres como acondicionador del cabello. Debido a que los respaldos de las sillas y butacas acababan manchados con este aceite, se inventó el antimacasar, un pañito de croché.
- Datos: Q3338686